# Megoleria
Genre
Megoleria est un genre de papillons de la famille des Nymphalidae et de la sous-famille des Danainae présent dans le Nord-Est et sur la côte Pacifique de l'Amérique du Sud.

## Historique et  dénomination
Le genre Megoleria a été nommé par Luis Miguel Constantino (d) en 1999.

## Liste d'espèces
Selon BioLib (13 janvier 2021) :
- Megoleria orestilla (Hewitson, 1867)
- Megoleria susiana (C. & R. Felder, 1862)[1].